# Mariana Montenegro
Mariana Montenegro (San Felipe, Chile) es una cantante, compositora, tecladista, DJ y productora chilena e integrante de la dupla Dënver.

## Biografía
En 2004 fundó el dúo musical Dënver junto al cantante y guitarrista Milton Mahan en la ciudad de San Felipe, alcanzando reconocimiento nacional e internacional. En 2011 fueron reconocidos por el periódico español El País como parte de la nueva escena pop chilena, liderada por Javiera Mena y Gepe. Ese mismo año fue elegida líder joven por el periódico El Mercurio.
En 2015, como parte de Dënver, compuso la música para Historia de un oso, el cortometraje animado dirigido por Gabriel Osorio y ganador del primer premio Óscar para una producción chilena.
En 2018 anunció la separación definitiva de Dënver y en agosto de ese año realizaron dos shows transmitidos por Chilevisión. Luego del quiebre, Mariana Montenegro se enfocó en su carrera como DJ, iniciada en 2015. Ese mismo año lanzó Suave, su primer sencillo como solista, con la producción de Alejandro Paz.
En 2023 celebró el décimo aniversario de su disco "Fuera de campo", reuniéndose con Milton Mahan en el Teatro Coliseo de Santiago, Chile.

## Discografía

### Álbumes de estudio
- 2020: La Mar